# Bérenger-Raimond de Provence
Pour les articles homonymes, voir Bérenger et Raymond.
Bérenger-Raimond (en catalan : Berenguer-Ramon) né en 1114, tué en 1144, est un comte de Provence, vicomte de Gévaudan, de Carlat et de Millau de 1130 à 1144.

## Biographie

Armes de Bérenger Raimond.

Bérenger-Raimond est le fils de Raimond-Bérenger III, comte de Barcelone et de Douce de Gévaudan, comtesse de Provence et de Gévaudan, vicomtesse de Carlat et de Millau.
Il épouse en 1135 Béatrice, comtesse de Melgueil, fille de Bernard IV, comte de Melgueil, et de Guillemette de Montpellier, et a :
- Raimond-Bérenger II (né en 1140, mort en 1166), comte de Provence, de Melgueil, de Gévaudan, vicomte de Carlat et de Millau.

Il défend son comté contre les seigneurs de Baux (voir Guerres Baussenques) et également contre la république de Gênes. C'est au cours d'un affrontement contre cette dernière qu'il est tué.